# Эстонское имя
Эсто́нские имена́, как и имена представителей большинства современных европейских народов, состоят из двух основных элементов: личного имени и фамилии. Обычно имя пишут перед фамилией; обратный порядок используется почти исключительно в упорядоченных по алфавиту списках и указателях (в том числе в заголовках статей классических энциклопедий). Помимо этих двух компонентов употребляется одно или несколько «средних имён». Отчество не используется.
Эстонские имена претерпели существенные изменения на разных исторических этапах развития эстонского народа. Следует учитывать что именные традиции у русскоязычных эстоноземельцев продолжают существенно отличаться от собственно эстонских, хотя современное законодательство страны не учитывает этого. С декабря 2000 года МВД Эстонии (эст. Siseministeerium) является главным источником информации по статистике имён в стране, ежемесячно публикуя сведения по именам.

## Дохристианский период
В дохристианский период эсты употребляли только личные имена, фамилии отсутствовали. Со времён эстонского язычества до нас дошли в документально зафиксированном виде не более 100 имён. Большинство из них вышли из употребления к XV—XVI векам. Однако, начиная с периода эстонского национально-культурного Возрождения XIX века, небольшое их количество было снова введено в обиход национальной интеллигенцией. К ним относятся: Лембит(у)/Lembit(u), Кайро, Химот/Himot, Меелис/Meelis и ряд других. Древние женские имена в документах не отражены вовсе. Однако в конце XIX века национальные будители реконструировали предполагаемые формы древних женских имён, которые, однако несут на себе отпечаток индоевропейского влияния в виде окончания -а и -е, ассоциирующегося с женским родом в русском, немецком, польском, испанском языках (Aita, Laine, Leida, Vaike, Maimu, Salme, Virve и др.). Следует отметить что финно-угорские языки не имеют категории грамматического рода, то есть в исконно эстонских личных именах раньше не было маркеров грамматического различения пола носителей имен. Для сравнения: муж. Juri и жен. Mart, муж. Akto и жен. Aino, муж. Aat и жен. Aet. По причине отсутствия рода эстонские женские фамилии до сих пор ничем не отличаются от мужских, хотя в окружающих соседних языках (русском, латышском и литовском) фамилии имеют женские окончания.

## Христианизация
Христианизация эстонцев сопровождалась принятием ими целого ряда христианских имён общеевропейского характера с сильным немецким влиянием. Вместе с ними были также заимствованны формальные внешние признаки грамматического различия между мужскими и женскими именами, например жен. Johanna от муж. Johannes. До начала Реформации в Эстонии господствовала старая система церковно-календарных имён: Maria, Kathrina, Elisabeth, Johannes, Andreas и др. С началом Реформации (XVI век) это строгая система была нарушена, и в эстонских семьях в широком употреблении осталось лишь незначительное количество старых христианских имен (Andres, Toomas, Jaan, Peeter, Ann, Anne, Mari, Malie, Tuna и др.). Поскольку до начала XIX века эстонцы были преимущественно крестьянами, фамилии среди них были крайне редки. У малочисленной эстонской знати и горожан они начали появляться с XIV века, но у сельского населения фамилии массово появились во времена Российской империи, в период описей 1816—1835 годов. Поскольку и в это время этнические немцы продолжали сохранять своё доминирующее положение в эстонских городах и канцеляриях, большинство фамилий, данных эстонцам, были также почти исключительно немецкими. Многие эстонцы добровольно получали немецкие фамилии, чтобы лучше интегрироваться в крупных городах.

## Независимая Эстония
В период Первой эстонской республики власти независимой Эстонии проводили кампанию по эстонизации имён и топонимов. Большинство немецких фамилий и имён было дословно переведено на эстонский язык в 1930-х годах: Вильфрид и Фридеберт превратились в Калева и Урмаса. Приблизительно в это же время в Эстонию пришла мода на создание большого количества искусственных имён на основе различных образных или звуковых ассоциаций и вариаций уже имеющихся имён (Анне, Аана, Ану, Айно, Айне), которые формально считаются отдельными именами. Например, Мерике, Пильве, Вайке дословно переводятся как именами «Морюшко», «Облачко», «Тихоня». Некоторые из них были заимствованы из эпосов: Айно — из финской «Калевалы», Линда — из «Калевипоэга». Общее число имён в эстонском языке достигает 70 000.

### Средние имена
До принятия Закона об именах в 2004 году в Эстонии разрешалось давать ребёнку неограниченное количество средних (вторых, третьих и более) имён. После этого в Эстонии допускаются максимум два средних имени после первого, если все они пишутся отдельно, и одно, если они пишется через дефис после первого.